# Fire Emblem: Path of Radiance
Fire Emblem: Path of Radiance, conocido en Japón como Fire Emblem: Sōen no Kiseki (ファイアーエムブレム 蒼炎の軌跡 Faiā Emuburemu: Sōen no Kiseki?, lit. "Emblema de Fuego: El camino del resplandor"), es el noveno juego de la saga Fire Emblem, desarrollado por Intelligent Systems y publicado por Nintendo para la consola Nintendo GameCube. Es el primer y único juego de la saga para este sistema, además de ser el primero de una consola no portátil en publicarse fuera de Japón. También es el primero de la serie que presenta gráficos tridimensionales, y voces para los personajes.
La historia se desarrolla en el continente ficticio de Tellius. La historia de esta entrega no está relacionada con ninguna entrega anterior de Fire Emblem. Sin embargo, el juego para Wii, Fire Emblem: Radiant Dawn, continúa la trama tras unos pocos años del final de Path of Radiance.
Ike, el Lord y protagonista de Path of Radiance, es uno de los personajes del juego Super Smash Bros. Brawl de Wii y Super Smash Bros. 4 de Wii U y Nintendo 3DS y Super Smash Bros. Ultimate Nintendo Switch.

## Sistema de juego
Fire Emblem: Path of Radiance presenta el mismo estilo de juego que las anteriores entregas, donde el jugador mueve sus personajes por un tablero durante su turno, y el enemigo ataca durante el turno enemigo. Las unidades ganan experiencia tras cada combate, y pueden subir de nivel y mejorar sus estadísticas. Los personajes de nivel 10 o superior pueden cambiar de clase (por ejemplo, de "Mago" a "Sabio"), lo que generalmente conlleva un incremento mayor de las estadísticas, y la posibilidad de usar nuevas armas.
No obstante, este juego incluye varias novedades respecto a anteriores entregas de Fire Emblem. Presenta unas nuevas clases de unidad, los laguz, que pueden permanecer transformados en animales (félidos, aves o dragones) durante algunos turnos, pero en su forma humana son más débiles. Las unidades que alcanzan el nivel 20 pueden promocionar automáticamente subiendo un nivel; en las entregas de GBA, era necesario utilizar un objeto específico para cambiar de clase. Además, Path of Radiance incluye una base antes de cada combate, donde el jugador puede administrar los objetos, ver conversaciones de apoyo entre los personajes, recibir información, entregar experiencia adicional -que se obtiene al acabar un nivel, si se cumplen determinados objetivos (generalmente, acabarlo en pocos turnos)-, y otorgar habilidades -utilizando unos objetos que se obtienen a lo largo del juego-. También se puede acceder a las tiendas para comprar o vender armas y objetos, y existe la posibilidad de forjar un arma personalizada de varios tipos. Las mejoras del arma (daño, posibilidad de golpe crítico, precisión y peso) determinan el precio del arma a forjar; también se puede cambiar el nombre y color del arma, pero no influirá en el precio.

## Argumento
Ike es el hijo de Greil, el líder de una banda de mercenarios conocidos como "Mercenarios de Greil". Poco después de comenzar a trabajar Ike en la banda de mercenarios, el grupo se entera de que Daein, un poderoso reino, ha invadido Crimea, de menor poder militar. Ike y un pequeño grupo se dirigen a investigar, pero tras un combate con un grupo de soldados de Daein encuentran a una chica inconsciente. La llevan de vuelta a su base, y allí descubren que es Elincia, la princesa de Crimea. Los mercenarios de Greil deciden protegerla y llevarla hasta Gallia, el reino de los laguz félidos, que es aliado de Crimea.
Tras librarse de más soldados de Daein, Greil combate contra un misterioso general daenita, el Caballero Negro, que le derrota sin dificultad. Ike presencia la batalla e intenta atacar al Caballero Negro, pero es derrotado y herido mortalmente. Tras esto, el Caballero Negro pregunta a Greil sobre la ubicación del "medallón", amenazándole con matar a sus hijos si no se lo revela. Sin embargo el Caballero Negro se ve obligado a retirarse al oír los rugidos del rey de Gallia. Antes de morir, Greil le pide a Ike que no intente vengarle.
Los mercenarios de Greil, comandados por el joven Ike, comienzan un largo viaje que les llevará a recorrer todo el continente, con el objetivo de derrotar al rey de Daein, Ashnard, y devolver a Elincia al trono de Crimea. Durante el viaje, los oscuros motivos de Ashnard para iniciar una guerra se desvelan, así como el significado y poder del "medallón de Lehran". El grupo de Ike tendrá que superar los antiguos odios entre laguz y beorc y derrotar al Caballero Negro y, más tarde, al mismo Rey Ashnard para evitar una calamidad.
Ike utiliza una espada de dos manos llamada Ragnell que obtuvo en la batalla de su padre contra el Caballero Negro; usándola posteriormente en el juego es un arma sin límite de uso y logra un área de ataque de dos cuadros. En los juegos de Super Smash Bros Brawl , Super Smash Bros. para Nintendo 3DS y Wii U y Super Smash Bros. Ultimate es el arma que utiliza.

## Tellius
La acción de Path of Radiance se desarrolla en un continente ficticio llamado Tellius. Tellius se encuentra dividido en varias naciones que son gobernadas por beorcs o laguz. Hay siete naciones:
Crimea: Es un reino beorc que es invadido al principio del juego. También es donde se encuentra la fortaleza de los mercenarios de Greil.

Daein: Es un reino beorc que intenta invadir gran parte del continente empezando por Crimea. Sus aspiraciones comenzaron desde el momento que subió al trono el rey Ashnard.

Begnion: Es una teocracia (aristocracia beorc adoradores de la diosa Ashera) dirigida en su más alto puesto por la joven apóstol Sanaki.

Gallia: Cabeza de las bestias laguz; la cual ha mejorado las relaciones con el reino Crimea gracias a las amistosas relaciones entre las familias gobernantes de Crimea y Gallia.

Phoenicis: Casa de los halcones laguz; su líder es Tibarn.

Kilvas: Casa de los cuervos laguz, considerados más despreciables y deshonrosos que los halcones. Su rey es Naesala.

Goldoa: Casa de los dragones; aislada del resto del continente y gobernada por el rey Dheginsea.

## Crítica
El juego fue aplaudido por la crítica internacional, destacando la profundidad de la historia, las grandes escenas de batalla, las secuencias de vídeo y la banda sonora orquestada. Como punto negativos se destacó el desfase gráfico del juego.

## Recibimiento
| Publicación    | Nota          |
| -------------- | ------------- |
| EGM            | 8,17 sobre 10 |
| Game Informer  | 9 sobre 10    |
| GameSpot       | 8,6 sobre 10  |
| IGN            | 8,7 sobre 10  |
| Eurogamer      | 8 sobre 10    |
| Nintendo Power | 9,5 sobre 10  |

Path of Radiance recibió críticas positivas tras su lanzamiento. Game Rankings, una página web que muestra la media de un videojuego en porcentajes según la media obtenida en una considerable cantidad de fuentes, dotó al juego con un 86 por ciento, dándole mayor nota media que a Fire Emblem: The Sacred Stones.
El juego fue elogiado por su profunda historia, sus excelentes secuencias cinematográficas y su música orquestada. Sin embargo, fue criticado por sus gráficos en el juego, bastantes pobres, y sus largos períodos de diálogo. 
Willian Jepson de Nintendo ratificó Fire Emblem como una serie que más te gusta cuando más juegas a él. Desde su lanzamiento, Path of Radiance vendió sobre 156.000 unidades en Japón hasta el 31 de diciembre de 2006.

## Curiosidades
- Ike, el protagonista de este juego, aparece como luchador seleccionable en los juegos Super Smash Bros. Brawl, Super Smash Bros. para Nintendo 3DS y Wii U y Super Smash Bros. Ultimate.
- Es el primer juego de la saga en ser tridimensional, en incluir voces para los personajes y en incluir letra en un tema musical de su banda sonora, exactamente en Life Returns, aunque el idioma sea ficticio.